# Malaria Vaccine Initiative
On doit le lancement de la Malaria Vaccine Initiative, ou MVI, à la Fondation Bill-et-Melinda-Gates (Bill & Melinda Gates Foundation). Elle lui a octroyé un premier don de 50 millions de dollars, puis un second de 250 millions en 2005, afin de lutter contre le paludisme.

## Buts
Améliorer la prévention.
Découvrir de nouveaux traitements curatifs.
Développer un vaccin contre la malaria pour la décennie 2010-2020.